# Virgulopsis
Virgulopsis es un género de foraminífero bentónico de la familia Stainforthiidae, de la superfamilia Turrilinoidea, del suborden Buliminina y del orden Buliminida. Su especie tipo es Virgulopsis pustulata. Su rango cronoestratigráfico abarca desde el Chattiense (Oligoceno superior) hasta la Actualidad.

## Discusión
Clasificaciones previas incluían Virgulopsis en el suborden Rotaliina del orden Rotaliida. Clasificaciones más modernas la incluyen en la Familia Fursenkoinidae de la Superfamilia Fursenkoinoidea.

## Clasificación
Virgulopsis incluye a las siguientes especies:
- Virgulopsis costata
- Virgulopsis implexa
- Virgulopsis junior
- Virgulopsis marksi
- Virgulopsis pustulata
- Virgulopsis reticulata
- Virgulopsis spinea
- Virgulopsis turris

Otra especie considerada en Virgulopsis es:
- Virgulopsis pygmaeus, de posición genérica incierta